# Hörningsnäs gård

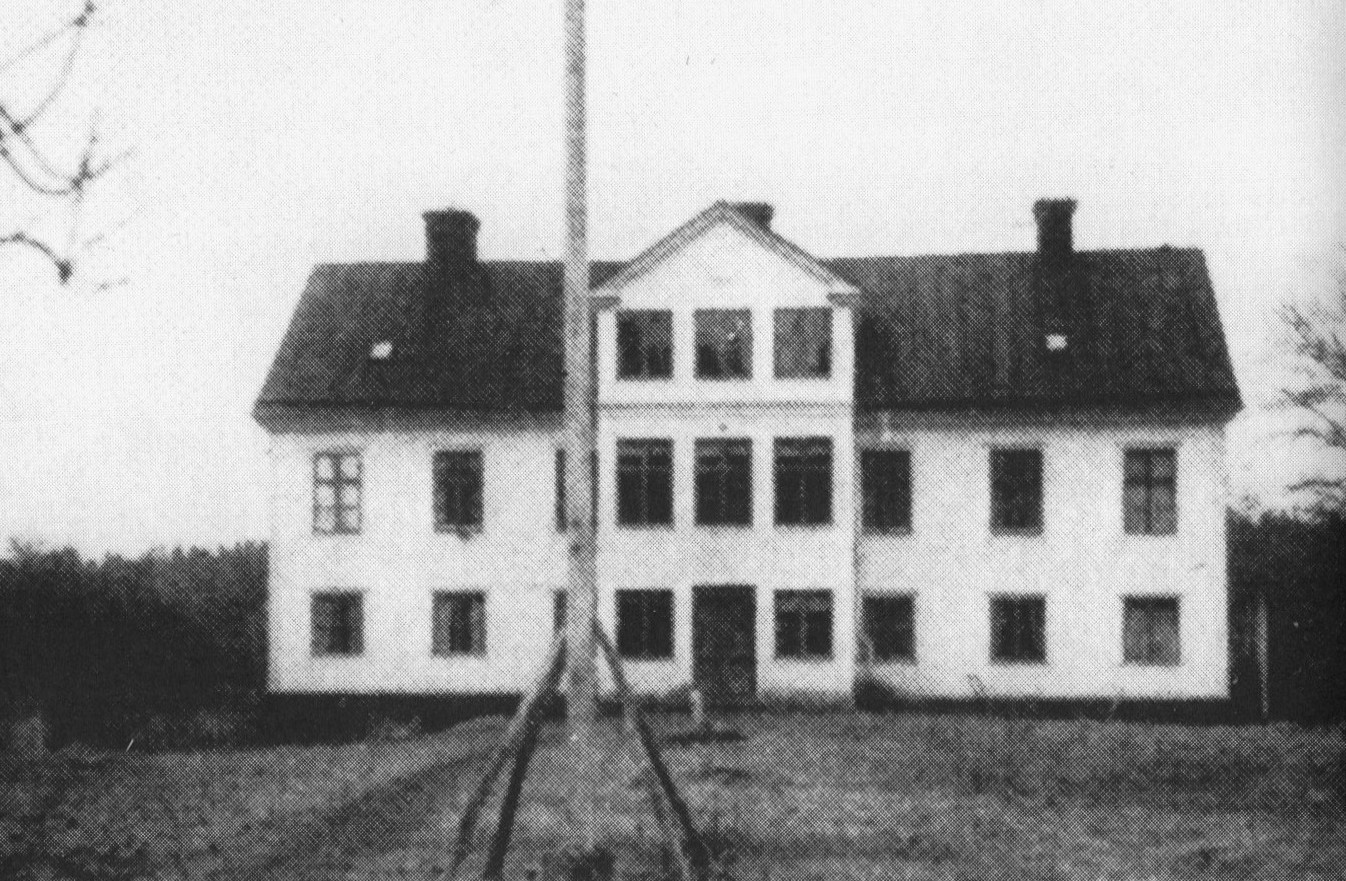
Hörningsnäs nedbrändes på 1950-talet.

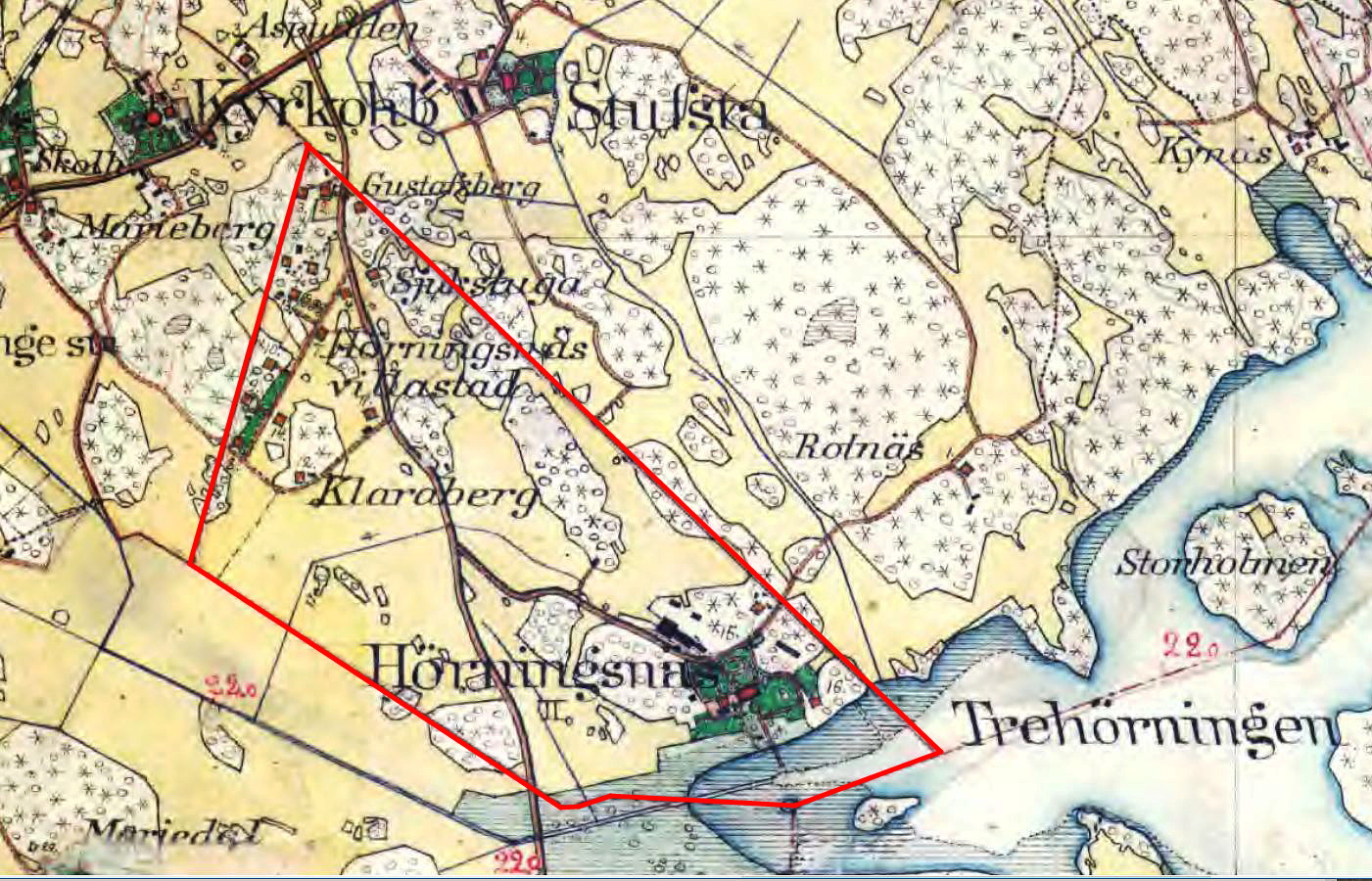
Hörningsnäs ägor vid sekelskiftet 1900.

Hörningsnäs gård var en herrgård och ett större gods i Huddinge socken, i dagens Huddinge kommun, Stockholms län. Gården låg vid nuvarande Parkhemsvägen. Gårdsbebyggelsen brändes ner på 1950-talet. Gården gav bostadsområdet Hörningsnäs i kommundelen Sjödalen-Fullersta sitt namn.

## Historik
Hörningsnäs låg ursprungligen under Stuvsta gård och hette då Stuvsta Oppgård som var en av byn Stuvstas fyra gårdar. Efter storskiftet 1771 flyttades gården till nordvästra stranden av sjön Trehörningen och fick sitt nuvarande namn. Det nya namnet Hörningsnäs inspirerades av sjöns hörn (gården låg vid ett av sjöns tre hörn). 1883 omfattade gården 1 mantal och var taxerad till 50 000 kronor. Tvärs genom området gick den östra landsvägen till och från Stockholm, nu Lännavägen.
I början av 1900-talet ändrades gårdens namn under en kortare tid till Vikstorp. Ägarna bodde ofta i Stockholm varför gården och jordbruket var utarrenderade. Då började även marken styckas för villatomter, de allra första i det som skulle bli Huddinge kommun. På egendomens norra del, strax söder om Huddinge kyrka, inrättades Hörningsnäs Villastad. Kring villasamhället skapades 1915 också kommunens första municipalsamhälle (se Huddinge municipalsamhälle). 
År 1927 fastställdes en stadsplan, kallad Hörningsnäs Parkhem som, med undantag för själva huvudbyggnaden med kringliggande park, var avsedd att upplåta gårdens mark för egnahemsbebyggelse. Arkitekt för planen var Arvid Stille. 
Den siste ägaren på Hörningsnäs som brukade marken på 1940-talet hette Johan Skarman. Då omfattade gårdens areal fortfarande 25 hektar åkermark och 14 hektar skog, samt en liten del av Trehörningen. Man hade egen brygga vid viken som gick lite längre in mot land än idag. I slutet av 1950-talet förvärvades den kvarvarande egendomen av dåvarande Huddinge landskommun som lät bränna ner huset. 
Hörningsnäs park fanns kvar fram till 1990-talet då även den försvann när dagens villabebyggelse vid Parkhemsvägen uppfördes. Vägen har sitt namn efter vad man kallade Hörningsnäs Parkhem som användes för den stadsplan som upprättades 1927.